# Chiesa di Sant'Andrea di Vinca
La chiesa di Sant'Andrea è un edificio di culto cattolico situato a Vinca, frazione del comune di Fivizzano, in provincia di Massa-Carrara.

## Storia e descrizione
Nella facciata sono presenti molti elementi in marmo: il portale, una bifora, due statue, la croce. L'interno è diviso in tre navate scandite da colonne in marmo bianco.